# Oscar Moret
Pour les articles homonymes, voir Moret.
 (septembre 2022).
Oscar Moret, né le 22 décembre 1912 à Botterens et mort le 18 avril 2003 à Bulle, est un compositeur et directeur de chœur et de fanfare suisse. Son œuvre est presque exclusivement constituée de pièces composées pour des musiciens et chanteurs amateurs.

## Biographie
Né le 22 décembre 1912 à Botterens de Hyacinthe, commerçant et boulanger, et Célina Moret-Gremaud, Oscar Moret est l’aîné de cinq enfants. Il suit, entre 1921 et 1924, sa famille à Vevey, Vuadens et Vuippens. Initié par sa mère principalement, mais aussi par son père, membre du chœur paroissial, Oscar Moret montre son intérêt, à l’école de Vuadens, pour les cours de chant. À Vuippens, l’instituteur du village lui fait découvrir le chant grégorien et l’accueille au sein de la maîtrise paroissiale. Il gagne également à cette période une passion pour la montagne et participe à plusieurs camps scout. Entre 1925 et 1927, il fait son école secondaire à Bulle, avant d’entamer sa formation d’instituteur à l’école normale à Hauterive, dans les murs de l’abbaye cistercienne, où il rencontre notamment Bernard Chenaux ou Maurice Zermatten. Il y suit, entre autres, l’enseignement musical de Leo Kathriner (orgue) et de l’abbé Joseph Bovet (chant et direction chorale), qui a un impact décisif sur lui.
En 1932, il trouve un poste d’instituteur au Pâquier, où il se trouve à la tête d’une classe d’environ cinquante élèves de 6 à 16 ans. Malgré la charge de travail, Moret participe à la fondation de la fanfare du village et dirige le chœur d’hommes, qu’il transforme en chœur mixte. À cette période, il signe également ses premières partitions, dont sa Marche gruérienne no 1, et arrangements.
En 1942, il est nommé professeur de musique à Broc, après un concours présidé par l’abbé Bovet, qui lui adresse dès le lendemain ses félicitations et encouragements. Dans ce village gruérien, où il enseigne dans douze classes différentes, il reprend la direction de la fanfare, d’un chœur mixte, de deux chœurs d’hommes (dont un en langue allemande réunissant les ouvriers alémaniques de la fabrique Cailler) et de la maîtrise. En 1944, il épouse Hélène Desbiolles, avec qui il fonde une famille de cinq enfants. Trois ans plus tard, en collaboration avec le metteur en scène Jo Baeriswyl, il met sur pied à Broc un spectacle intitulé La Grande Coraule, écrit et composé par Georges Aeby, dont il aide à l’orchestration.
Entre 1953 et 1957, il reprend un classe à l’école primaire, puis secondaire, de Fribourg, où il développe une culture du chant inspirée par la méthode franco-américaine de Justine Ward (en). En 1953, Moret est également engagé comme directeur de l’harmonie la Landwehr, corps de musique officiel de la ville et du canton de Fribourg, qu’il mène vers des sommets musicaux jusqu’en 1972. Durant cette période, il réalise de nombreuses adaptations ou compositions, pour la Landwehr ou pour d’autres ensembles plus modestes.
En 1953 encore, il commence à enseigner la direction musicale lors de cours cantonaux organisés par la Société cantonale des musiques fribourgeoises, fonction qu’il occupe jusqu’en 1985 avec son ami Bernard Chenaux. Dès 1954, il est régulièrement nommé expert à des concours cantonaux, dans toute la Suisse, ainsi que lors de trois fêtes fédérales entre 1971 et 1981.
En 1958, il est nommé inspecteur des classes de chant et publie, deux ans plus tard, une méthode d’enseignement de lecture musicale à l’école primaire intitulée À chaque jour son solfège. Cette même année, il commence son enseignement des branches théoriques au conservatoire de Fribourg.
Il meurt le 18 avril 2003, jour du Vendredi-Saint, à Bulle. Il laisse plus de 500 compositions, dont un opéra ou des lieder écrits en patois fribourgeois.

## Œuvres

### Opéra
- Le Chèkrè du Tsandélê

### Œuvres pour harmonies
- 1959 : Chinfonyéta di Tsèvrê
- 1975 : Remous Rhapsodie sarinienne
- 1981 : Trois moments gruériene Suite
- Galé Gringo
- Sam en Gruyère pour orchestre d'harmonie
- Cantus Sariniae pour orchestre d'harmonie
- Gaudeamus choral et cinq variations pour brass-band

### Lieder
- Tsancholè pour baryton solo et piano, sur des poèmes d'auteurs divers

### Œuvres pour chœur
- Le Lyodzatâre pour chœur d'hommes
- La kà de ma mîya pour chœur d'hommes
- Nouthron Chènya pour chœur d'hommes
- Ave Maria pour chœur d'hommes
- Prèyîre a Nouthra Dona di Vanî pour chœur d'hommes
- Fô tè rèdzoyi pour chœur d'hommes
- Riondênè dou Furi (2000) pour chœur mixte, texte d'Anne-Marie Yerly